# Egbert Ballhorn
Egbert Ballhorn (* 1967) ist ein deutscher römisch-katholischer Theologe.

## Studium und wissenschaftlicher Werdegang
Ballhorn studierte 1988–1994 katholische Theologie (und Chemie) in Bonn, Wien und Jerusalem. Seine Studien schloss er 1994 mit dem Diplom (Katholische Theologie) und 1995 mit dem Staatsexamen (Chemie/Katholische Religionslehre) ab. Im Jahr 2001 wurde er an der Rheinischen Friedrich-Wilhelms-Universität Bonn zum Dr. theol. promoviert. 2009 habilitierte er sich dort im Fach Altes Testament. 2002–2012 war er Dozent für Biblische Theologie am Bischöflichen Priesterseminar Hildesheim und Leiter der Bibelschule Hildesheim. Seit 2012 ist er Professor für Exegese und Theologie des Alten Testaments des Instituts für Katholische Theologie an der Technischen Universität Dortmund.
Ballhorn war einer der Revisoren der Einheitsübersetzung 2016 (Buch der Psalmen) und ist seit 2019 Vorsitzender des Vereins „Katholisches Bibelwerk e.V.“ 2017 war er Fellow am Theologischen Forschungskolleg der Universität Erfurt.

## Forschung
Die Forschungsschwerpunkte von Egbert Ballhorn liegen im Bereich der biblischen Bücher Psalmen, Josua und Baruch. Darüber hinaus sind seine Forschungsfelder Methodik der Exegese, Bibeldidaktik und -pastoral, Bibel und Liturgie.

## Veröffentlichungen (Auswahl)
- Israel am Jordan. Narrative Topographie im Buch Josua. Bonner Biblische Beiträge 162, Vandenhoeck & Ruprecht, Göttingen 2011.
- Zum Telos des Psalters. Der Textzusammenhang des Vierten und Fünften Psalmenbuches (Ps 90–150). Bonner Biblische Beiträge 138, Philo Verlag, Berlin/Wien 2004.
- G. Steins/E. Ballhorn (Hrsg.): Wasser – Licht – Leben. Die biblischen Lesungen in der Osternacht. Verlag Friedrich Pustet, Regensburg 2010.
- E. Ballhorn/G. Steins (Hrsg.): Der Bibelkanon in der Bibelauslegung. Methodenreflexionen und Beispielexegesen. Kohlhammer Verlag, Stuttgart 2007.
- E. Ballhorn/T.O. Brok/K. Hellwig/D. Stoltmann (Hrsg.): Lernort Jerusalem. Kulturelle und theologische Paradigmen einer Begegnung der Religionen. Jerusalemer Theologisches Forum 9, Aschendorff Verlag, Münster 2006.